# Sonic the Hedgehog 4: Episode II
Sonic the Hedgehog 4: Episode II (ソニックザヘッジホッグ 4 : エピソードII, Sonikku za hejjihoggu Fō: Episōdo Tsū) é  um videojogo da série Sonic the Hedgehog. Seu lançamento ocorreu dia 15 de maio de 2012 para PlayStation 3, 16 de maio de 2017 para Xbox 360, Android e 17 de maio de 2012 para iOS.

## Enredo
A história passa-se após Sonic CD. O Dr. Eggman reconstrói Metal Sonic (com um novo visual) e está disposto a fazer de tudo para se livrar duma vez do Sonic, então ele usa as suas melhores criações.  Tails se junta a Sonic para derrotar Eggman, de novo.